# Anton Mitterwurzer
Anton Mitterwurzer, né à Sterzing dans le Tyrol le 12 avril 1818 et décédé le 2 avril 1876 à Döbling (Vienne) est un chanteur d'opéra autrichien, baryton surtout connu pour ses interprétations des œuvres de Christoph Willibald Gluck, Heinrich Marschner, et Richard Wagner.

## Biographie
Anton Mitterwurzer quitte son Tyrol natal à l'âge de 6 ans pour Vienne. C'est là qu'il fréquentera le Conservatoire de Musique et suivra l’enseignement de son oncle, le compositeur Johann Gänsbacher. Il fait ses débuts sur la scène du théâtre d'Innsbruck le 13 mars 1836 dans le rôle du « Kapitän Johann », dans Die Falschmünzer (Le Serment ou les Faux-monnayeurs) de Daniel-François-Esprit Auber. Il entre dans la troupe de ce théâtre en septembre de la même année.
En 1838, il est engagé par Franz Ignaz von Holbein à Hanovre puis se rend à Dresde pour chanter dans Das Nachtlager von Granada (Une Nuit à Grenade) de Conradin Kreutzer. Il fait presque toute sa carrière au théâtre de cour de Dresde dont il est un véritable pilier, du 1er mai 1839 jusqu'à sa retraite de la scène en 1870.
Mitterwurzer possédait en plus d'un talent musical raffiné un grand talent d'acteur. Ses interprétations des rôles de baryton dans les opéras de Gluck, Marschner et Wagner l'ont rendu célèbre : Tungsten, Telramund, Hans Sachs et le Hollandais, mais aussi Don Juan, Guillaume Tell, Pizarro, etc.